# SIRIRI

Pozice Středoafrické republiky na mapě světa

SIRIRI je česká rozvojová obecně prospěšná společnost, spolupracující s misií bosých karmelitánů ve Středoafrické republice. Spoluorganizuje zejména projekty zaměřené na školství, zdravotnictví a zemědělství. Vznikla na počátku roku 2006.

Cílem činnosti je pomoci obyvatelům této země "postavit se na vlastní nohy" a přiblížit obyvatelům Česka africkou kulturu a situaci.

## Projekty
- Brýle pro Afriku - sbírka použitých brýlí v ČR, jejich kontrola a následná distribuce ve Středoafrické republice. Tento projekt byl v roce 2008 ukončen, brýle byly poté odeslány do Středoafrické republiky a sbírka nadále neprobíhá.
- Denní stacionář pro sirotky - v provozu od ledna 2008 v Bozoum (SAR) - zajišťuje vzdělávání dětí, dohlíží na jejich zdravotní stav.
- Stromy pro Afriku - sbírka v ČR určená na zajištění výsatby stromů v SAR, cílem je výsadba 0.5 mil. stromů do roku 2010.
- Projekt studna - za prostředky českých dárců byla v březnu 2008 vyhloubena studna pro výchovné centrum
- Tričkem pro Afriku - prostředky z prodeje triček s africkými motivy na rozvojovou pomoc SAR

## Klub přátel
Klub přátel SIRIRI je určen pravidelným přispěvatelům a příznivcům. Jeho členové jsou pravidelně informováni o činnosti organizace.